# Lodi (tỉnh)
Tỉnh Lodi (Tiếng Ý: Provincia di Lodi) là một tỉnh ở vùng Lombardia của Ý. Tỉnh lỵ là thành phố Lodi.
Tỉnh này có diện tích 782 km², và tổng dân số là 209.874 (2005). Có 61 đô thị (danh từ số ít tiếng Ý:comune) ở trong tỉnh này ( Lưu trữ ngày 7 tháng 8 năm 2007 tại Wayback Machine). Đến ngày 31 tháng 5 năm 2005, các đô thị chính xếp theo dân số là:
| Đô thị                   | Dân số |
| ------------------------ | ------ |
| Lodi                     | 42.699 |
| Codogno                  | 15.056 |
| Casalpusterlengo         | 14.639 |
| Sant'Angelo Lodigiano    | 12.690 |
| Lodi Vecchio             | 7.220  |
| Zelo Buon Persico        | 6.007  |
| Tavazzano con Villavesco | 5.373  |
| Mulazzano                | 5.285  |
| Castiglione d'Adda       | 4.874  |